# 1965 en science-fiction
| Années de la science-fiction : 1962 - 1963 - 1964 - 1965 - 1966 - 1967 - 1968    |
| Décennies de la science-fiction : 1930 - 1940 - 1950 - 1960 - 1970 - 1980 - 1990 |

L'année 1965 a été marquée, en matière de science-fiction, par les événements suivants.

## Naissances et décès

### Naissances
- 23 février : Sylvie Bérard, romancière et nouvelliste québécoise.
- 2 juin : Sean Stewart, écrivain américain.
- 30 juillet : Alex Evans, romancière et nouvelliste française.
- 5 novembre : Michael Marrak, écrivain allemand.

### Décès
- 31 août : Edward Elmer Smith, écrivain américain, né en 1890, mort à 75 ans.

## Événements
- Création du prix Nebula.

## Prix

### Prix Hugo
- Roman : Le Vagabond (The Wanderer) par Fritz Leiber
- Nouvelle courte : Pour quelle guerre (Soldier, Ask Not) par Gordon R. Dickson
- Film spécial : Docteur Folamour, réalisé par Stanley Kubrick
- Magazine : Analog
- Artist : John Schoenherr
- Éditions : Ballantine
- Magazine amateur : Yandro (Robert Coulson et Juanita Coulson, éds.)

### Prix Nebula
- Roman : Dune (Dune) par Frank Herbert
- Roman court : Le Façonneur (He Who Shapes) par Roger Zelazny et L'Arbre à salive (The Saliva Tree) par Brian W. Aldiss (ex æquo)
- Nouvelle longue : Les Portes de son visage, les lampes de sa bouche (The Doors of His Face, the Lamps of His Mouth) par Roger Zelazny
- Nouvelle courte : « Repens-toi, Arlequin » dit Monsieur Tic-Tac ("Repent, Harlequin!" Said the Ticktockman) par Harlan Ellison

## Parutions littéraires

### Romans
- Le Cycle du guerrier de Mars par Michael Moorcock.
- Dune par Frank Herbert.
- L'Étoile du danger par Marion Zimmer Bradley.
- Le Dieu venu du Centaure par Philip K. Dick.

### Recueils de nouvelles et anthologies
- La Cybériade par Stanislas Lem.

### Nouvelles
- On demande le docteur Tic-Tac par Ron Goulart.
- « Repens-toi, Arlequin » dit Monsieur Tic-Tac par Harlan Ellison.
- La Révolte masculiniste par William Tenn.
- La Traversée du temps par Yasutaka Tsutsui.

## Sorties audiovisuelles

### Films
- Alphaville, une étrange aventure de Lemmy Caution par Jean-Luc Godard.
- La Bombe par Peter Watkins.
- Le Ciel sur la tête par Yves Ciampi.
- Les Créatures de Kolos par Hugo Grimaldi.
- Les Dieux des profondeurs par  Jacques Tourneur.
- La Dixième Victime par Elio Petri.
- Dr. Goldfoot and the Bikini Machine par Norman Taurog.
- Dr Who et les Daleks par Gordon Flemyng.
- Gamera par Noriaki Yuasa.
- L'Hyperboloïde de l'ingénieur Garine par Aleksandr Gintsburg.
- Ipcress, danger immédiat par Sidney J. Furie.
- Invasion Planète X par Ishirō Honda.
- La Malédiction de la mouche par Don Sharp.
- Mutiny in Outer Space par Hugo Grimaldi.
- La Planète des vampires par Mario Bava.
- Quand la Terre s'entrouvrira par Andrew Marton.
- Station 3 : Ultra Secret par John Sturges.
- Village of the Giants par Bert I. Gordon.
- The Wizard of Mars par David L. Hewitt.